# Marriott-Slaterville
Marriott-Slaterville – miasto w Stanach Zjednoczonych, w stanie Utah, w hrabstwie Weber.